# Comedy Theatre
Il Comedy Theatre era un teatro di Broadway situato al 110 West 41st Street a Manhattan aperto nel 1909. Ha presentato le prime apparizioni a Broadway di Katharine Cornell e Ruth Draper e la prima opera di Eugene O'Neill a Broadway. Chiuso per le conseguenze della depressione, riaprì nel 1937 come Mercury Theatre, la sede dell'adattamento rivoluzionario di Orson Welles del Giulio Cesare di Shakespeare e di altre produzioni per la compagnia di repertorio del Mercury Theatre. Nel 1939 iniziò a presentare il classico teatro yiddish. L'edificio fu demolito nel 1942.

## Storia

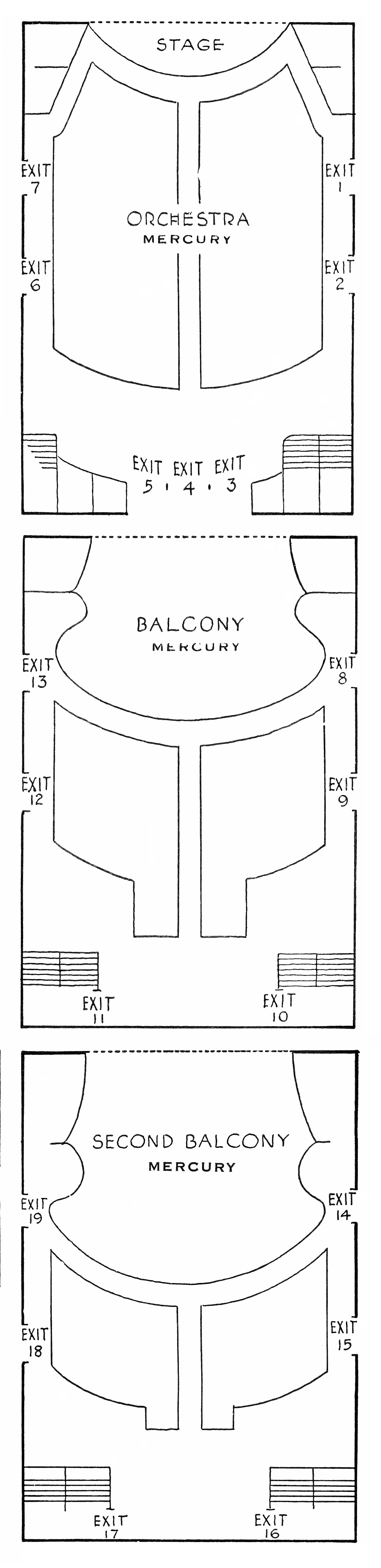
Pianta dei posti al Mercury Theatre dal cartellone di Heartbreak House (1938)

L'architetto D. G. Malcolm progettò il Comedy Theatre, un teatro di Broadway situato al 110 West 41st Street a Manhattan, per The Shubert Organization. La sua prima produzione, The Melting Pot, fu inaugurata il 6 settembre 1909. Il teatro da 687 posti(p.286) era un luogo per produzioni più intime ed era spesso affittato a produttori tra cui William Collier, Cecil B. DeMille e Washington Square Players. Katharine Cornell fece la sua prima apparizione a Broadway al Comedy Theatre ed anche Ruth Draper fece il suo debutto lì. Il primo spettacolo di Broadway di Eugene O'Neill, In the Zone, fu inaugurato al Comedy Theatre nel 1917. Con la sua stretta buca per l'orchestra e uno stand per l'occhio di bue sul retro del secondo palco, il teatro era utilizzato anche per piccoli spettacoli musicali.(p.286)
Il Comedy Theatre fu chiuso nel 1931, all'indomani del Crollo di Wall Street del 1929. Riaprì nel 1937 come Mercury Theatre, affittato da John Houseman e Orson Welles per la loro nuova compagnia teatrale di repertorio, il Mercury Theatre. Houseman in seguito descrisse il luogo come "un teatro intimo, rococò, con due gallerie [che] è stato per molti anni uno dei più eleganti piccoli teatri di Manhattan".(p.286)
La compagnia Mercury riuscì ad affittare il Comedy Theatre per tre anni a $187,50 a settimana. L'intermediario del proprietario, presumibilmente un gangster di Chicago, disse che il proprietario non avrebbe pagato un centesimo per eventuali riparazioni o manutenzione, ma non gli importava cosa veniva fatto all'edificio fintanto che i primi tre mesi di affitto venivano pagati in anticipo.(pp.286–287) Quando la Mercury rilevò il teatro, il direttore di produzione Jean Rosenthal presentò a Houseman "un formidabile elenco di necessità assolute e immediate, che includeva importanti riparazioni alla rete, nuove attrezzature e linee elettriche e un nuovo palco per sostituire le assi marce attraverso le quali si potevano vedere enormi e impavidi roditori emergere durante le loro escursioni di caccia". Le riparazioni, che includevano anche la pulizia dell'esterno arrugginito e sporco, dovevano essere effettuate entro un mese.(p.292) Alla fine dell'ottobre 1937 l'agente stampa Henry Senber supervisionò una cerimonia per svelare la nuova insegna elettrica che identificava il teatro come il Mercury. I prezzi dei biglietti variavano da 55 centesimi, per i posti nella galleria superiore, a $2,20 per i posti in prima fila di fronte l'orchestra.(pp.34–35)
Fu la sede della maggior parte delle produzioni della Mercury dal novembre 1937 al novembre 1938.(p.339) Il primo fu Caesar (Mercury Theatre), l'adattamento in abiti moderni di Welles del Giulio Cesare di William Shakespeare, snellito, in un tour de force antifascista acclamato dalla critica.(p.339) La sua ultima produzione fu La morte di Danton (1938). Le produzioni del Mercury Theatre sono considerate i più grandi successi della storia del locale.
Nel giugno 1939 il teatro iniziò la sua transizione finale quando Welles e Houseman affittarono la Mercury Theatre alla neonata Dramatic Art Theatrical Association e agli Artef Players, una nota compagnia teatrale yiddish. La struttura ha funzionato come Teatro Artef dal 1940 fino alla sua demolizione nel 1942.
Il sito è ora occupato da un edificio per uffici. Nel 2009 vi è stata dedicata una targa per segnare l'ubicazione dello storico Teatro Mercury.

## Produzioni importanti

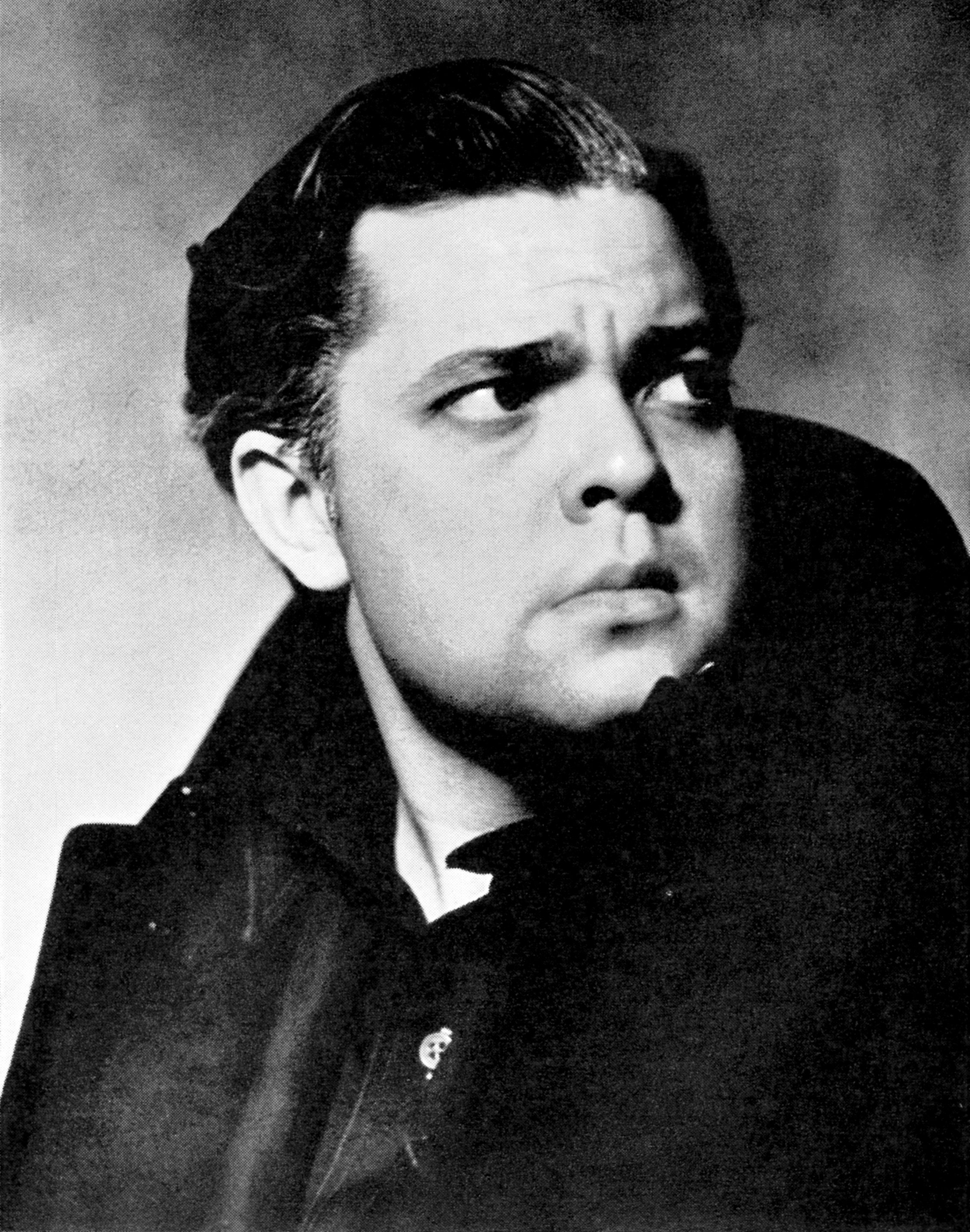
Orson Welles nel ruolo di Bruto in Cesare
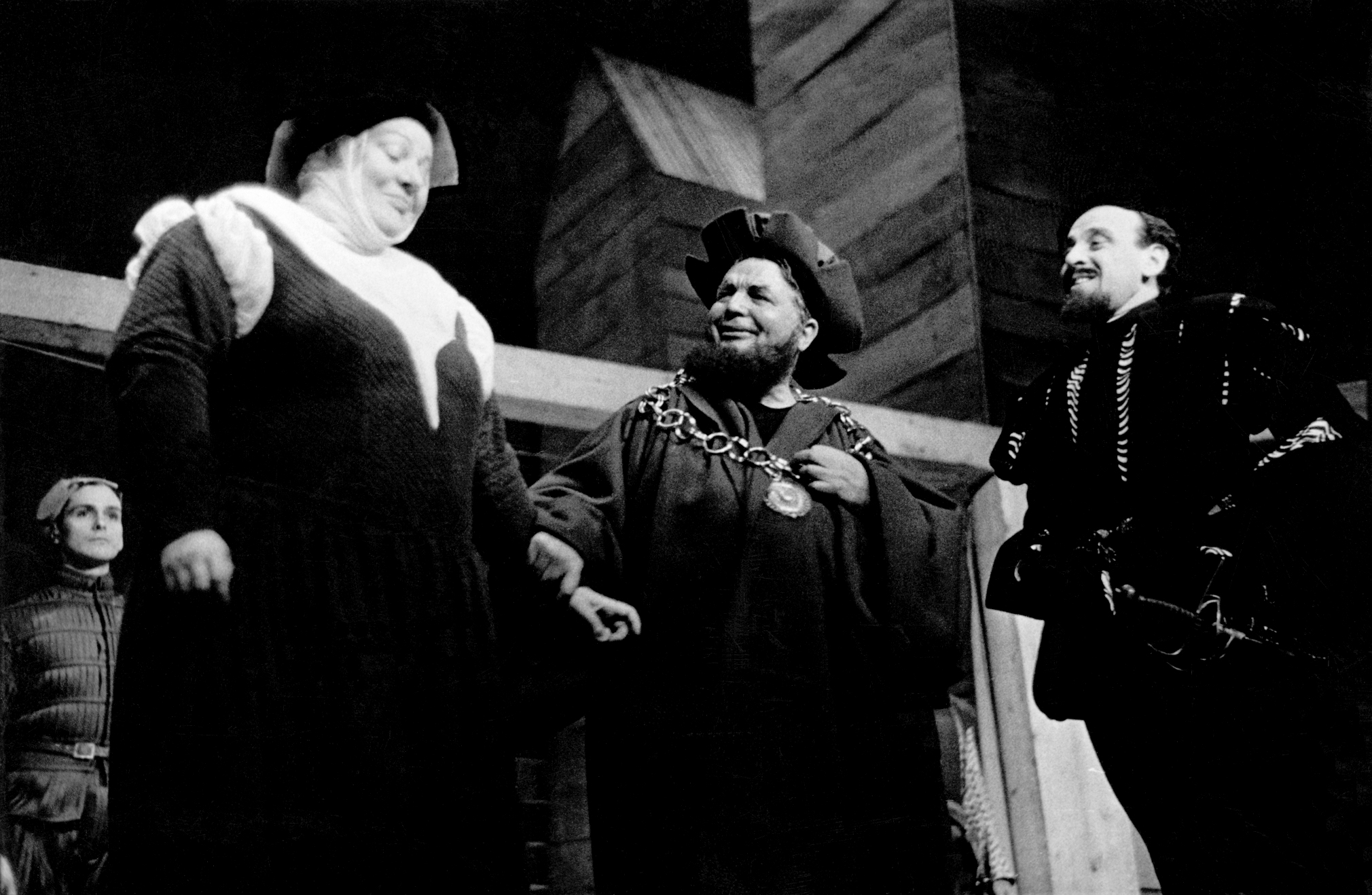
Marian Warring-Manley, Whitford Kane e George Coulouris in The Shoemaker's Holiday
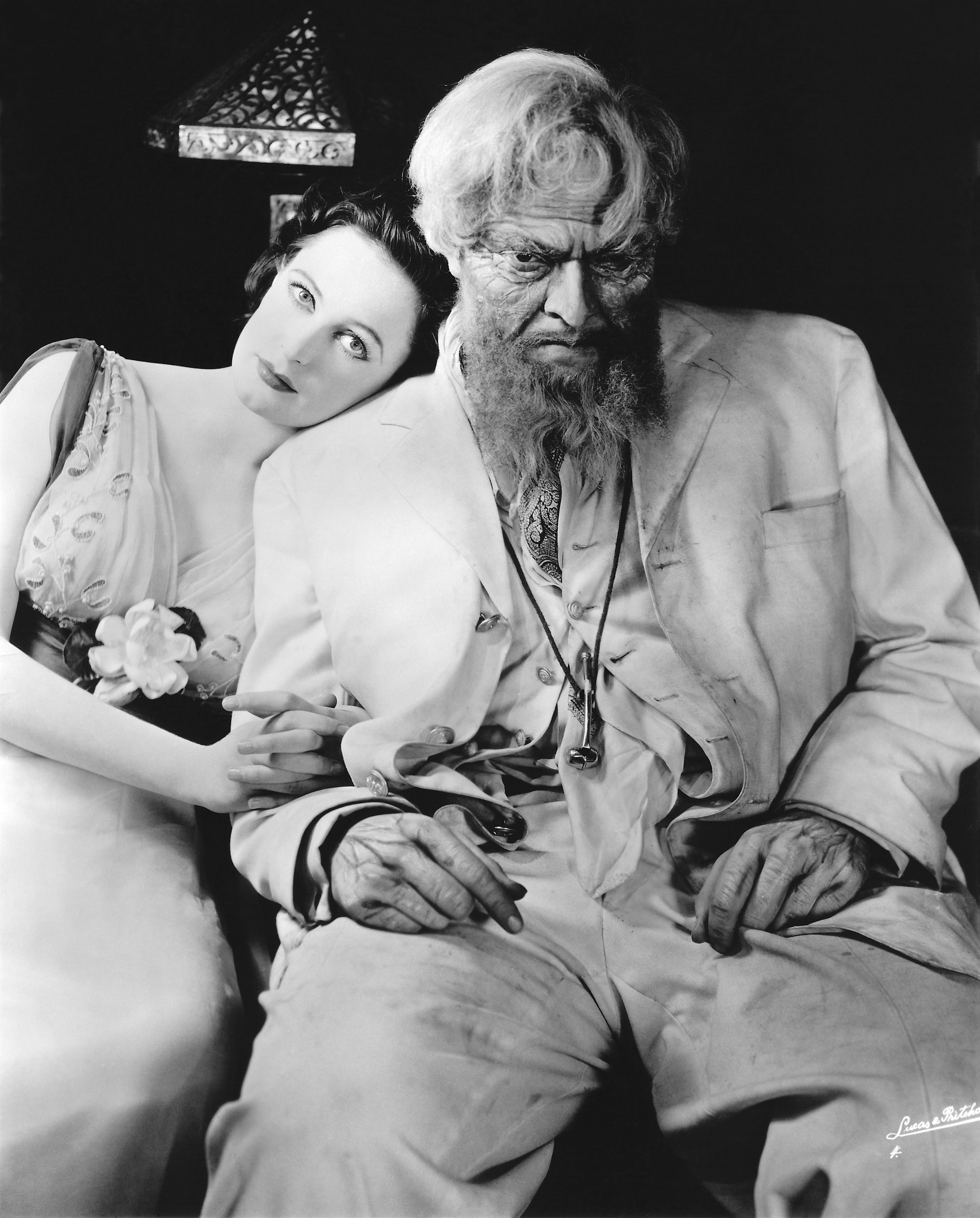
Geraldine Fitzgerald e Orson Welles in Heartbreak House

### Comedy Theatre
- Penelope (1909)[10]
- The Affinity (1910)[1][2]
- A Man's World (1910)[1][2]
- The Three Daughters of Monsieur Dupont (1910)[1][2]
- The Family (1910)[1][2]
- Her Own Money (1913)[1][2]
- In the Zone (1917–18)[1]

### Collier's Comedy Theatre
- I'll Be Hanged If I Do (1910)[1][2]
- Bunty Pulls the Strings (1911)[1][2]
- Fanny's First Play (1912–13)[1][2]

### Mercury Theatre
- Caesar (1937)[1]

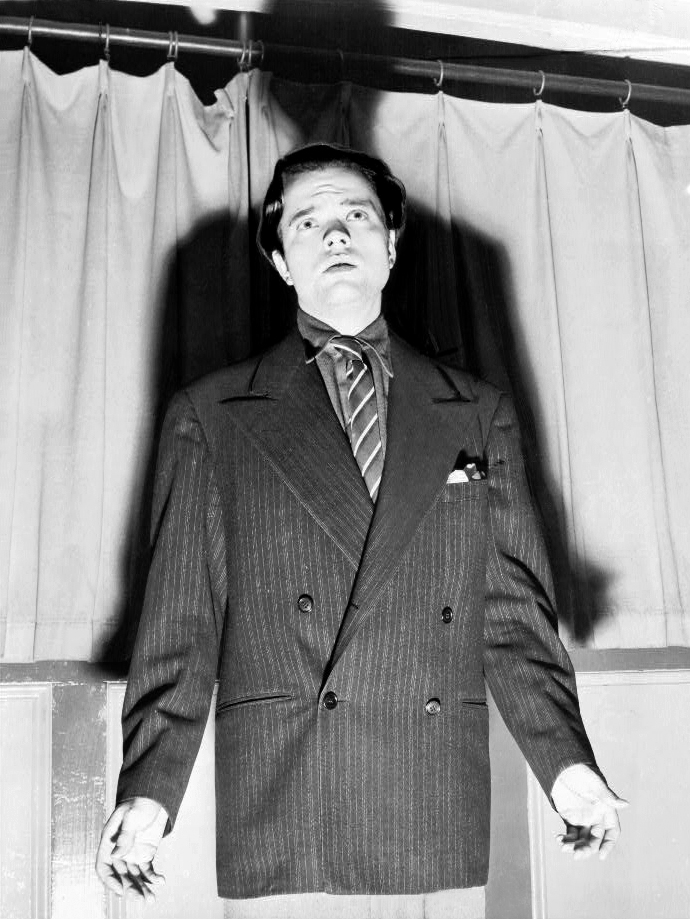
Dopo la trasmissione radiofonica "La guerra dei mondi", i fotografi aspettavano Welles durante le prove notturne per la Morte di Danton al Mercury Theatre (31 ottobre 1938)

- The Cradle Will Rock (1937, Worklight Theatre presentation)[3]325[6]340
- The Shoemaker's Holiday (1938)[6]340
- Dear Abigail by David Howard (1938, Worklight Theatre presentation)[5]40
- I've Got the Tune and Ben Bengal's Plant in the Sun (1938, Worklight Theatre presentation)[11][12]310
- Heartbreak House (1938)[6]342
- Danton's Death (1938)[6]347

### Artef Players al Mercury Theatre
- Clinton Street (opening October 12, 1939; Artef Players leasing the venue still named the Mercury Theatre)[13]
- Uriel Acosta (December 29, 1939–February 18, 1940; Artef Players leasing the venue still named the Mercury Theatre)[2][14][15][16]

## Riferimenti culturali
Il film di Richard Linklater del 2008, Me and Orson Welles, è una commedia romantica ambientata nei giorni prima dell'apertura di Caesar al Mercury Theatre. "Come la maggior parte degli spettacoli teatrali di Welles, ahimè, questo ha lasciato poche tracce", ha scritto il critico teatrale del Wall Street Journal Terry Teachout. "Nessuna parte della produzione è stata filmata, e nient'altro sopravvive se non gli schizzi di design e alcune fotografie scattate nel 1937. ... Ciò che rende Me and Orson Welles straordinariamente interessanti per gli studiosi del dramma americano è che il team di progettazione del signor Linklater ha trovato il Gaiety Theatre sull'Isola di Man. Questo teatro ricorda da vicino il vecchio Comedy Theatre sulla 41esima Strada, che fu demolito cinque anni dopo l'apertura di Julius Caesar. Usando i progetti originali di Samuel Leve, hanno ricostruito il set per Julius Caesar sul palco del Gaiety. Poi Mr . Linklater ha filmato circa 15 minuti di scene dell'opera teatrale, illuminate secondo la trama di Jean Rosenthal, accompagnate dalla musica di scena originale di Marc Blitzstein e messe in scena in uno stile il più vicino possibile a quello della produzione del 1937". Teachout ha scritto di "essere rimasto sbalordito dalla verosimiglianza dei risultati".